# Platyzosteria coxalis
Platyzosteria coxalis är en kackerlacksart som först beskrevs av Walker, F. 1871.  Platyzosteria coxalis ingår i släktet Platyzosteria och familjen storkackerlackor. Inga underarter finns listade i Catalogue of Life.